# Lipová (Prešov)
Lipová (in ungherese Tapolylippó, in tedesco Lindendorf in der Nieder, in ruteno Lypova) è un comune della Slovacchia facente parte del distretto di Bardejov, nella regione di Prešov.

## Storia
Il villaggio viene citato per la prima volta nel 1567 come possedimento della Signoria di Makovica.